# Maggie Siner
Maggie Siner (Providence, ...) è una pittrice statunitense contemporanea, nota per i suoi dipinti di figure, nature morte e interni, e paesaggi.

## Biografia
Maggie (Margaret) Siner è nata a Providence (stato di Rhode Island, Stati Uniti d'America). Ha completato i suoi studi superiori a Maplewood, nel New Jersey, dove seguiva allo stesso tempo dei corsi di pittura presso l'Art Students League di New York (1968-1969). Ha poi frequentato l'Università di Boston (1969-1973, BFA 1973) e l'American University (1974-1976, MFA 1976), specializzandosi in pittura. Durante uno stage nel programma estivo di belle arti della Boston University a Tanglewood (1971), ha incontrato Robert D'Arista, che ha avuto una grande influenza sul suo lavoro, e con cui Siner ha studiato presso l'American University. Nel 1974 Siner ha frequentato la Scuola Skowhegan di Pittura e Scultura per studiare la tecnica dell'affresco.
Tra il 1976 e il 1980 Siner ha vissuto in Francia, ed ha abitato in un mulino a vento del XVII secolo vicino a Fuveau, ai piedi della montagna di Sainte Victoire, la montagna iconica dei dipinti di Cézanne. Ha insegnato presso l'Institut Américain Universitaire a Aix-en-Provence, dove ha fatto la sua prima mostra personale presso la Galleria Les Amis des Arts. In questo periodo ha anche seguito i corsi presso la Facoltà di Medicina dell'Università di Marsiglia. Nel 1981 è tornata negli Stati Uniti, e nel 1986 ha studiato anatomia umana presso la Facoltà di Medicina della Georgetown University. Ritorna spesso in Francia per lunghi periodi, dove espone le sue opere e tiene corsi.
Ha lavorato anche in Cina, dove è andata per la prima volta nel 1991, ed è stata docente di pittura nel Dipartimento di Arte dell'Università di Xiamen nel 1992, e poi di nuovo nel 1999 e nel 2004.
A Venezia ha dipinto per la prima volta nel 2008, e attualmente abita a Venezia la maggior parte dell'anno.

## Pittura
Di formazione classica, Siner utilizza i materiali tradizionali della pittura ad olio, ma con un approccio moderno. È una tra i pochi artisti contemporanei che lavorano esclusivamente dal vero, esplorando la bellezza e il significato del mondo visivo fuggente. Questo aspetto, insieme alla sua abilità tecnica e alle non grandi dimensioni delle sue opere, la rendono una figura di eccezione nel panorama artistico contemporaneo.
La sua è una pittura "di percezione", centrata sul "come vediamo veramente, come reagiamo al colore e alla forma in modo fisico ed emotivo; come si muovono e si spostano i nostri occhi, e come si fermano su un bordo o saltano su un punto di contrasto; la nostra sensibilità al verticale e all'orizzontale, come un colore altera un altro, come le forme creano del peso e del movimento, e fanno muovere i nostri occhi lungo una traiettoria”
I suoi soggetti seguono varie tematiche, da quelle più intime a quelle monumentali e stravaganti. Il paesaggio è fondamentale per la sua immediatezza, ma non mancano figure, ritratti e nature morte. Le sue opere recenti sono dedicate a tavole imbandite, ai letti disfatti, scelti proprio per le loro ambiguità narrative e per le possibilità rappresentative date dalla delicatezza del colore bianco.
"Cerca instancabilmente - fuori per la strada o nel suo studio - il soggetto, la luce, o la posizione che le comunichi la giusta impressione emotiva, e poi la reinventa con strepitoso talento, mediante pennellate vigorose e brillanti, sostenute da un'architettura compositiva e un disegno ferratissimi e solidi."
Il gesto della sua pennellata deve molto agli anni trascorsi in Cina, dove ha assorbito il linguaggio della pittura a inchiostro cinese, e all'influenza dell'espressionismo astratto del suo mentore, Robert D'Arista.
"Tra i suoi molti doni c'è l'abilità della pittrice di trasformare il quotidiano - un letto sfatto, un abito o un cappotto su un appendiabiti, un visitatore di un museo - in qualcosa di straordinario. La pittura di Siner è … un distillato che sembra essere nato attraverso un processo di riduzione. Questa sua economia di tecnica è evidente in ogni suo quadro".
Riesce ad afferrare il gioco drammatico di luci e ombre con un grande senso poetico.

## Scultura
Formatasi in anatomia e scultura figurativa presso la Boston University, Siner ha continuato a lavorare con l'argilla durante tutta la sua carriera. Mentre insegnava a Lacoste, in Francia, ha iniziato la scultura nelle vicine cave di calcare e ha prodotto diverse opere in pietra a dimensione reale. Le sue sculture sono state esposte negli Stati Uniti, Francia e Italia.

## Attività d'insegnamento
Siner è una insegnante entusiasta e che ispira gli studenti, e ha influenzato una generazione di pittori. È nota per il suo stile di insegnamento energico e strutturato. Ha insegnato in accademie, università e scuole d'arte private, come per esempio: l'Institut d'Universités Américaines e la Scuola Lacoste delle Arti in Francia, Università di Xiamen in Cina, Savannah College of Art and Design, American University, e la Scuola Washington Studio negli Stati Uniti. I corsi che ha tenuto comprendono pittura, disegno, scultura, design, analisi pittorica, storia dell'arte, paesaggio e anatomia. Il suo corso innovativo e stimolante di Disegno Anatomico è leggendario. Ha diretto la Scuola Washington Studio nel 1996-1997. È spesso invitata come artista ospite e come relatrice per conferenze ed è molto apprezzata per i suoi corsi che approfondiscono i meccanismi interni della pittura, tra cui la sua ricerca originale su "Rembrandt e la segreta geometria del pittore" che è molto stimolante.
“Come insegnante Siner ha una generosità straordinaria, e una grande capacità di condividere l'approccio pieno di forza che utilizza nel suo proprio lavoro”.

## Illustrazione Medica e Ricostruzione Facciale
Nel 1980 Siner ha lavorato come illustratore medico freelance. La sua conoscenza dell'anatomia, così come la sua abilità artistica nel ritratto e nella scultura sono stati utilizzati nel 1988, quando ha creato delle ricostruzioni facciali per la polizia a Leesburg, in Virginia, che ha portato all'identificazione di una vittima di omicidio.
Ha lavorato anche in Cina, dove è andata per la prima volta nel 1991, ed è stata docente di pittura nel Dipartimento di Arte dell'Università di Xiamen University nel 1992, e poi di nuovo nel 1999 e nel 2004.